# Macskakávézó

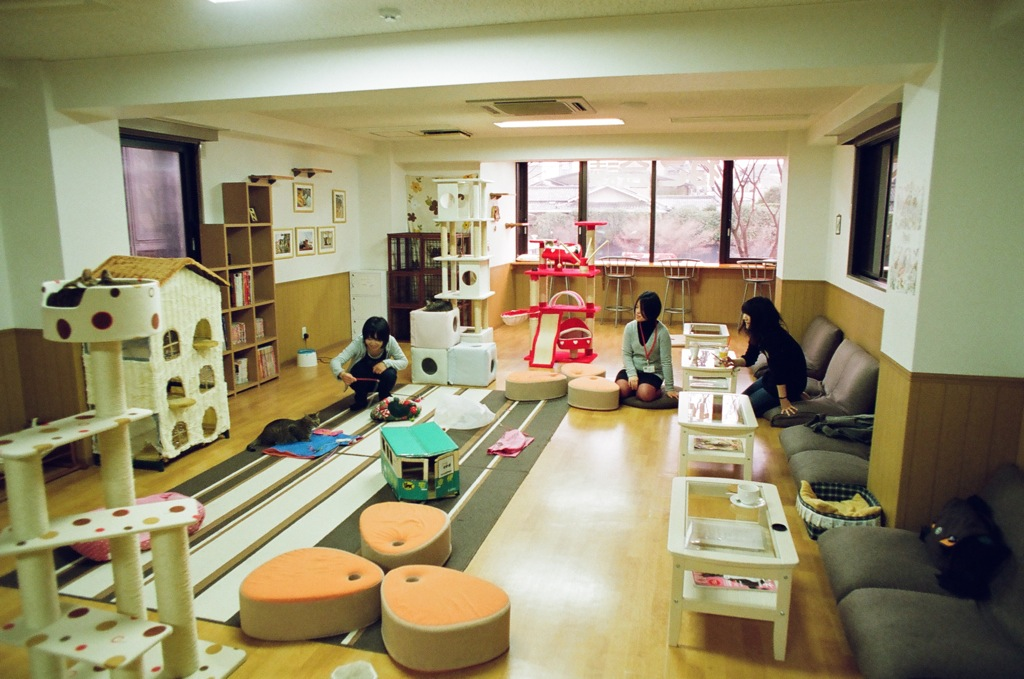
Nekokaigi, egy kis kávézó Kiotóban

A macskakávézó (japánul: 猫カフェ, neko kafé) vagy macskás kávéház olyan létesítmény, amelyben az ügyfelek italok és sütemények fogyasztása mellett házi macskák társaságában lehet. A macskák híresek az emberekre való nyugtató hatásukról, így sok olyan ember választja a kikapcsolódásnak ilyen módját, akinek nincs lehetősége háziállatot tartani. Az ügyfelek az elfogyasztott italok és ételek ára mellett általában belépődíjat vagy óradíjat is fizetnek.

## Története
Az első macskakávézó 1998-ban nyílt meg Tajpejben, de igazán Japánban lettek népszerűek, ahol 2004-ben, Oszakában nyílt meg az első kávézó (Neko no Dzsikan, vagyis Macskák Órája), és tíz év alatt további 150 létesült. Az első európai intézmény 2012-ben nyílt meg Bécsben. Magyarországon az első kávézó a 2013-ban Budapesten létesített Budapest Cat Café volt.

## A kávézó
A kávézóba belépve megcsapja az orrunkat a finom kávé illat és az alom szaga, majd az árlistára nézve a karamellás kávé, eszpresszó és egyéb kávéfajták mellett megpillantjuk a macskákat. Nem kell megijedni, nem ételként vannak a menüben, egy nemesebb cél érdekében kerültek fel az árlistára: a betérő vendégek nyugtatása. Csekély 500-800 Jen összegben élvezhetik az állatkedvelők kávéjukat, körbevéve több tucat aranyos macskával. Akár egy órát eltöltve ezekkel a kedves állatokkal elég ahhoz, hogy a legstresszesebb emberek is megnyugodjanak és kellőképpen relaxáljanak a munka forgatagában. Az üzlet vendégül lát mindenkit, gyerekeket, fiatalokat, szerelmes párokat, idősebbeket, bárkit, aki betérne egy kis „cicázásra”.
Egyes macskakávézók adott „macskatípusra” szakosodtak, például fekete macskák, vagy kövér macskák.

### Belépési szabályok
Ahhoz, hogy játszhassunk az állatokkal, simogassuk őket, engedelmeskednünk kell bizonyos higiéniai követeléseknek, annak érdekében, hogy ne fertőzzük meg a macskákat. A vendégeknek viselniük kell eldobható zoknikat és cipőket, és ezek mellett meg kell mosniuk a kezüket kézfertőtlenítővel. A legtöbb kávézóban biztosítanak mindenki számára papucsokat, ill. külön szoba van a kézmosásra. Némelyik üzletben időmérő eszközt is adnak, így a vendégek tudják mikor jár le az egy óra.

### Ajándéktárgyak
Mindegyik macska kap egy nevet, kihelyeznek rajzkönyveket, hátha valaki lerajzolná valamelyik macskát és fotóalbumokat is készítenek, amit a vendégek nézegethetnek kávézás közben, vagy épp megvehetik távozáskor. A bolttulajdonosok lehetővé teszik egy állat örökbefogadását, így, ha valamelyik macska nagyon a szívünkhöz nőtt haza lehet vinni.

## Híres macskakávézók

### Japánban

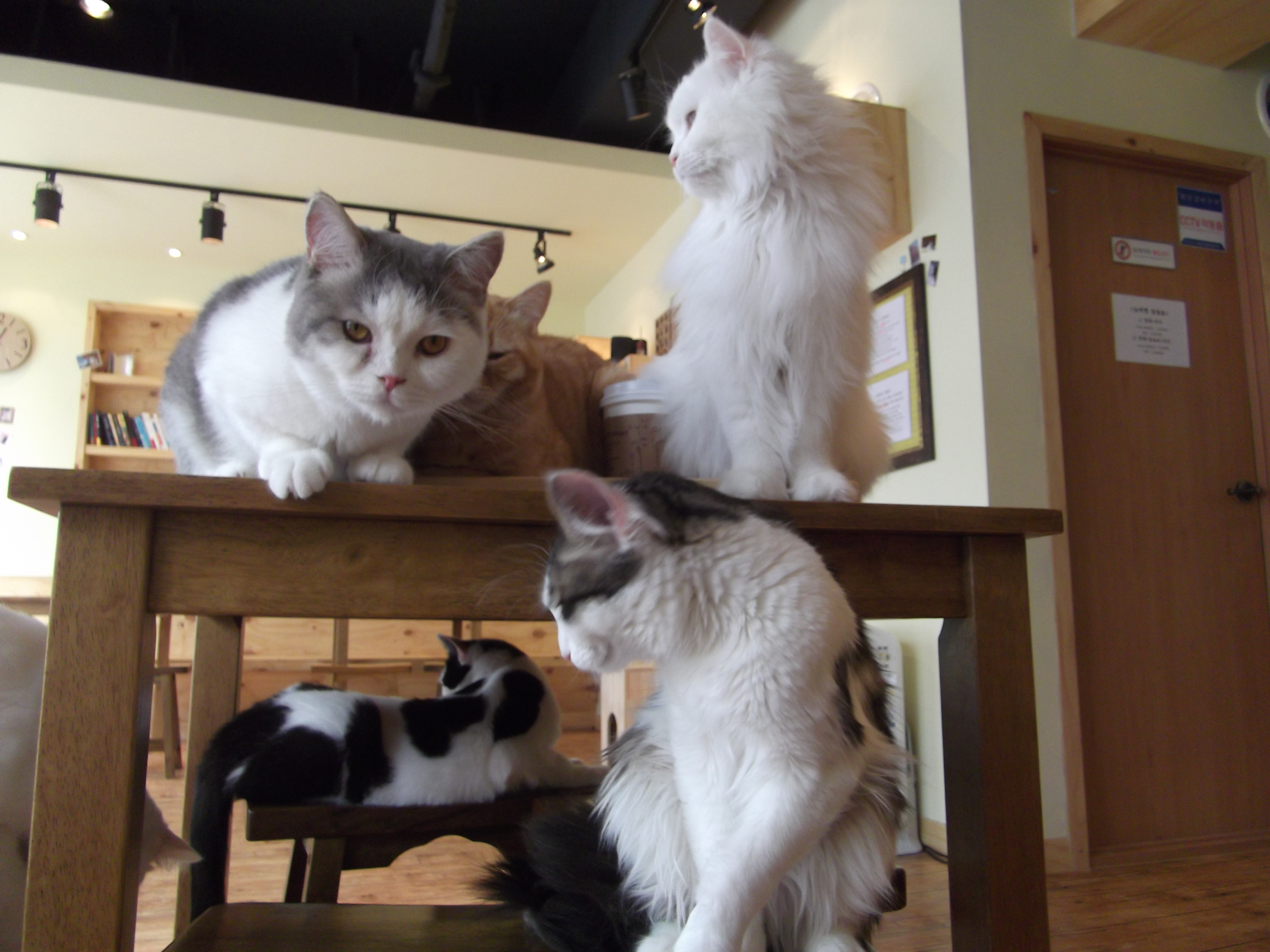
Cheonan, Korea

- Nyan da neko - Tokió
- Cateriam Cat Café – Tokió
- Cat Café Shibuya – Tokió
- Neko café - Tokió
- Nekokaigi Café - Kiotó
- Calico Cat Café - Tokió
- Cat Café Nekorobi - Tokió

### Japánon kívül
- Cat Republic - Szentpétervár
- Cat Café - Budapest
- Malmacska - Sopron
- Minimal Café - Tajpej
- Godabang Cat Café - Szöul
- Gio Cat Café - Szöul
- Café Neko - Bécs
- Cat Café - Sanghaj
- Café Katzentempel - München
- Ailu Cat Café - Hanoi
- Charming Cats Café and Pet Shop - Bangkok
- Crazy Cat Cafè - Milánó

### Magyarországon
Magyarországon a Budapest Cat Café volt az első (2013.02.14.-2014.04.06), de az állatokat már örökbe fogadták, „nyugdíjba vonultak” ezért bezártak. 2014-ben ismét megnyílt a Révay utcában CatCafé Budapest néven. Ugyanebben az évben a Damjanich utcában is nyílt egy macskakávézó. Mára már Sopronban Malmacska, Pécsett a Purrfect Cat Cafe, Egerben a Ciciuskám Cat Cafe, Debrecenben a Macskávézó, Szegeden a Cat City Cafe is várja a cicázva kávézni vágyókat!

## Más állatok
A macskakávézók mellett Japánban népszerűek a nyúlkávézók és a bagolykávézók, de olyan létesítmények is vannak, ahol az ügyfelek kecskék, pingvinek, vagy hüllők társaságában lehetnek.